# Долга Пољана
Долга Пољана (словен. Dolga Poljana, итал. Campolongo di Vipacco) је насеље у општини Ајдовшчина, покрајини Приморска која припада Горишкој регији Републике Словеније.
Насеље површине 2,31 км², налази на десној обали реке Випаве на надморској висини од 155,8 метара, 27,1 километара од италијанске границе, а 4,2 км од Ајдовшчине. У насељу према попису из 2002. живи 303 становника.
За време Хабсбуршке владавине Долга Пољана је била заселак насеља Будања
Водотокови на подручју насеља Долга Пољана су: Випава, Пушчавец, Подовшчек, и Шумљак.